# イバイ (ヘシェリ氏)
イバイ（満文：ᡳᠪᠠᡳ, 転写：ibai, 漢文：伊拜、宜拜）は、ジャイグ地方ヘシェリ氏。ドゥインゲ地方ヘシェリ氏のソニン（康熙朝四大臣の一）や、ホド・ムハリャン地方ヘシェリ氏のフリブらとは血族にあたり、太宗ホンタイジの明征討や李自成討伐、南明の永暦帝討伐といった清初の主要な戦役で活躍した。

## 略歴

### 遷蒙古旗
初期には正藍満州旗のニルイ･エジェンを務めた。(ニルの詳細については後述。)
天命11年 (1626) 旧暦11月、チャハル部ベイレの圖爾濟が一族を率いて清朝に帰順したことに伴い、イバイらは太宗ホンタイジの命を受けて同ベイレを迎接した。天聡8年 (1634) 旧暦5月、ホンタイジの明朝親征に際し、イバイらは兵卒召集の勅書を携えホルチン部に派遣された。一部の首領が独立を宣言し離叛するという混乱を挟んだものの、翌6月にはホルチン兵が清軍に合流し、イバイは半個前程ホントホ･ニルイ･ジャンギン (後のトゥワシャラ･ハファン：雲騎尉) の世襲職に叙勲された。翌9年 (1635) 旧暦2月にはハラチン部壮丁の編隊が行われ、イバイは正白蒙古モンゴ旗のグサイ･エジェン (後の都統)に任命された。

### 入辺越関
崇徳元年 (1636)、武英郡王・阿濟格アジゲの明征討に随って長城を越え、昌平州 (現北京市昌平区) をはじめとする州・県を攻略した。俘虜を多数獲得するなど功績をあげたが、同年旧暦11月、戦闘時および撤収時の統率が徹底されていなかったとして罰金を課された。
同3年 (1638) 旧暦9月、睿親王ドルゴンに随って青山関 (河北省唐山市遷西県上営鎮青山口村) から辺境を越え、北京を通過して山東を制圧した。翌4年 (1639) 旧暦4月には再び軍律違反を問われ、凱旋時に三屯営不詳を通過した折り、軍糧の調達に向かった佐領ニルイ･ジャンギン喇巴希が敵襲に遭っていることを知りながら救援に向かわなかったとして、馬一頭の賠償を命じられ、またイバイの家僕と秣まぐさを囲って掴み合いの喧嘩をしていた喀喇車里克カラチェリク部落の杜爾麻に鏑矢を都合14発浴びせ、騾馬をとらせて口封じさせたとして、罰金とさらに馬一頭の賠償を命じられた。騾馬は没収された。

### 錦州包囲
崇徳5年 (1640)、清軍は錦州城 (現遼寧省錦州市一帯?) を包囲した。イバイはドルゴンに随い正白旗蒙古モンゴ兵を率いて杏山 (現遼寧省錦州市太和区杏山?) の敵騎兵を撃つと、続いて松山 (現遼寧省錦州市太和区松山街道?) の騎歩兵を破り、再び襲来した杏山の敵騎兵を迎撃して多数を斬伐、捕縛した。また包囲を突破した錦州城の敵兵を左翼軍とともに破った。
翌6年 (1641) 旧暦8月、鄭親王ジルガランに随い再び錦州を包囲し、山頂の歩兵、続けて城下で抗戦する騎兵を立て続けに打ち破り、叙勲されてニルイ･ジャンギン (後のバイタラブレ･ハファン：騎都尉)に昇格した。
この時、明総督・洪承疇は松山に130,000の大軍を駐屯させ、錦州救援を計画していた。ホンタイジは親ら軍を率いて松山・杏山間に隊列を整えさせると、遁走する敵兵を迎撃するべく各要隘に将軍を配置し、イバイは杏山に逃げ込む敵兵の迎撃を命ぜられた。夜になると果たして松山から落ちのびてきた敵兵が姿を現し、イバイらは塔山まで追い詰めて斬伐した。翌早朝、杏山から南、海沿いに塔山へ至る一路は、海に逃げ込み溺れ死んだ敵兵で埋め尽くされた。
同年旧暦9月、イバイはメイレンイ･ジャンギン (後の副都統)譚拜らと松山包囲を命じられ、そして翌7年 (1642)、洪承疇が松山で捕縛され、明総兵・祖大壽が投降して錦州が陥落すると、同年旧暦3月には杏山駐屯を命じられた。同年旧暦7月、錦州包囲時に敵が鑲黄旗の塹壕を襲撃した際、抗戦しなかった兵士を庇ったとして罰金が課せられた。この頃の清軍は軍紀が厳格で、過失のあった将兵には懲罰が課せられた。崇徳8年 (1643) 旧暦8月にホンタイジが崩御し、同年旧暦10月、イバイは錦州防衛に転任した。

### 伐李自成
順治元年 (1644)、正藍蒙古モンゴ旗に転属となり、グサイ･エジェンとして山海関を越えて首魁・李自成の率いる流賊軍を破った。ついでグサイ･エジェン葉臣らと山西の流賊200,000を討伐して太原府 (現山西省太原市) 城を包囲し、敵兵が包囲を突破して応戦すると、イバイはグサイ･エジェン巴哈納らとともに敵兵を撃ち、敵将・陳永福を降して府城を陥落させ、附近の郡邑、11府32州171県を降伏させた。凱旋後、褒賞として白金300両テールが下賜された。
翌2年 (1645)、英親王・阿濟格アジゲの陝西征討に従軍。楡林 (現陝西省楡林市) に進軍して綏徳 (現楡林市綏徳県) を撃ち、李自成の甥 (兄の子)・李錦を延安府 (現陝西省延安市一帯) で破った。其頃、潼関 (現陝西省渭南市潼関県) で流賊を破った豫親王・多鐸ドドにより西安が制圧された為、李自成は湖広方面に南走した。イバイもこれを追って南下し、武昌 (現湖北省南東部) まで追撃して流賊陣営を潰滅させた。李自成は九宮山 (現湖北省咸寧市通山県) で殺害され、李錦とその徒党は弘光帝の大学士・何騰蛟に投降した。翌3年 (1646) 旧暦4月、イバイは叙勲により三等ジャランイ･ジャンギン (後のアダハ･ハファン：輕車都尉) に昇格した。

### 伐明桂王
順治5年 (1648)、鄭親王ジルガランに随い、湖南の何騰蛟を征討した。このころ衡州府 (現湖南省衡陽市)・宝慶府 (現湖南省邵陽市) など諸府は南明桂王・朱由榔 (永暦帝) 軍の支配下にあった。
翌6年 (1649) 春、清軍は湘潭 (現湖南省湘潭市湘潭県) を攻略して何騰蛟を捕縛した。イバイはグサイ･エジェン佟圖賴らと兵をわけて衡州に向かった。衡州の府城から30里の地点まで至ると、南明兵1,000餘人が橋梁を占拠して幾重にも柵を囲らし、南に向かって要塞を列ねていた。敵兵を撃ちながら橋を奪取したイバイらは城下に至ると、南明総兵・陶養用を斬伐し、衡州府城を制圧した。同じ頃、別の支隊も宝慶、辰州・武岡・沅州・靖州をそれぞれ制圧した。順治7年 (1650) 旧暦4月、凱旋したイバイは白金300両を下賜された。

### 死去
順治8年 (1651) 閏2月、老齢を理由にグサイ･エジェン職を辞任。順治9年 (1652) 旧暦1月、三等アスハニ･ハファン (後の男爵)に昇格 (叙爵)。同年9月、議政大臣に任命。
順治15年 (1658) 旧暦5月、死去、葬送。翌6月、称号「太子太保」と諡号「勤直」を追贈。その業績は石碑に篆刻された。

## 族譜
＊　以下の系図は基本的に『八旗滿洲氏族通譜』巻9に拠り、その外の文献に拠ったところ、及び特記事項にのみ脚註を附した。尚、丸括弧 (　) 内の人名は、漢文表記は同巻漢文版に、満洲語の転写表記は同巻満文版に拠った。なお、一部構成員については文献に因ってイバイ (宜拜ibai) とクルチャン (庫爾禪kūrcan) の子孫が混乱している。(「ニル」参照。)
バイスハ (拜思哈baisha)
- 長子・イバリ (宜巴理ibari)
- 次子・イバイ (宜拜ibai)
  - 孫・トゥルテイ (圖爾特turtei)：イバイ子。礼部侍郎兼佐領。
  - 孫不詳
    - 曾孫父不詳・スイハダ (遂哈達suihada)：イバイ孫 (ギュホト兄[3])。
      - 玄孫・ジュンハイ (忠海junghai)：スイハダ子。
      - 玄孫・マンフ (滿福manfu)：ジュンハイ弟。佐領。

    - 曾孫父不詳・ギュホト (覺和托giyuhoto)：イバイ孫 (トゥルテイ弟の子[3])。佐領。
      - 玄孫不詳
        - 来孫父不詳・ハイリャン (海量hailiyang)：イバイ玄孫。ビトヘシ。

  - 孫・フィヤング[注 1]：イバイ第三子。
- 三子不詳
- 四子・クルチャン (庫爾禪kūrcan)
  - 孫・フボォセ (佛寳色fuboose)：クルチャン子 (トゥルテイ弟[3])。
    - 曾孫・フヮセ (花色hūwase)：クルチャン孫 (フボォセ子?[3])。

  - 孫・スヘ (蘇赫suhe)：クルチャン子。
    - 曾孫父不詳・シギャボォ(釋迦保šigiyabo)：クルチャン孫。
      - 玄孫・フンガイ (豐愛funggai)：シギャボォ子 (フカの弟[3])。

  - 孫不詳
    - 曾孫父不詳・フカ (富喀fuka)：クルチャン曾孫 (フヮセの叔父の子[3])。
    - 曾孫不詳
      - 玄孫父不詳・永在 (ユンザイyungdzai)：クルチャン玄孫 (フンガイ兄不詳の子[3])。
        - 来孫・伊林泰：永在ユンザイ子。[3]

## ニル

### 欽定八旗通志の説
『欽定八旗通志』巻15に拠れば、イバイが統轄した第5ジャラン所属第9ニルは、ヌルハチ建国 (後金アイシン･グルン) 初期にイェヘ地方の壮丁を以て編成され、始めはイバイの兄・伊巴禮イバリが管理した。その後、イバリが包衣昂邦ボーイ･アンバン(内務府総管) に昇任した為、叔父・貝托和がその管理を引き継いだ。しかし貝托和は何らかの咎めを受けて辞任した為、そこでイバリの次弟イバイと四弟クルチャンが半々で管理した。
イバイがグサイ･エジェンに昇任すると、ニルは統合されて四弟クルチャンの所轄となったが、クルチャンが従軍先で病逝した為、結局イバイが引き継ぐことになった。
イバイ歿後、子の圖爾泰トゥルテイ(侍郎)が引き継ぎ、トゥルテイの歿後はその甥 (弟の子) ギュホトが引き継いだ。ギュホトはその後譴責を受けて辞任し、ついでその兄・綏哈達スイハダ(アスハニ･ハファン)が引き継いだ。スイハダは老齢により辞任し、子・鍾海ジュンハイ(三等アダハ･ハファン兼御史)が引き継いだ。ジュンハイが引責辞任すると、弟・滿福マンフ(三等アダハ･ハファン) が引き継いだ。しかしマンフも引責辞任した為、海青不詳が引き継いだ。海青の歿後、富明阿不詳が引き継いだが、引責辞任し、定住不詳が引き継ぎ、定住の歿後は富爾松阿不詳が引き継いだ。
イバイ子トゥルテイがニルイ･ジャンギンを務めていた康熙6年、第9ニルの人口が殖えたことにより第10ニルが分編され、トゥルテイ弟・佛寳色フォボセが管轄を命じられた。フォボセの歿後は子・花色フヮセが引き継いだ。フヮセは譴責されて辞任し、従兄弟 (叔父の子) 富喀フカが引き継いだ。フカも引責辞任し、その弟・豐愛フンガイが引き継いだ。フンガイの歿後はその甥 (兄の子) 永在ユンザイが引き継ぎ、ユンザイが病身を理由に辞任したため、その子・伊林泰が引き継いだ。

### 八旗滿洲氏族通譜の説
『八旗滿洲氏族通譜』巻9の記載は『欽定八旗通志』の記載と大体に於いて同じいが、ニルの由来については、イバイの父バイスハがヌルハチのイェヘ征討であげた功績によりイバリが副将に叙勲され、内務府総管、議政大臣、班預16大臣と出世した末に、漢人1,000餘名をもってニルを編成させ、それを統轄するニルイ･エジェンに任命されたとしている。また、第10ニルの管轄を命じられたフォボセについてはクルチャンの子としている。

### 清史稿の説
上記に対し、『清史稿』巻241では、父バイスハがヌルハチに帰順した際にニルイ･エジェンに任命され、八旗制度が整備されたのちに正藍満州旗に隷属となり、歿後、イバリ、イバイ、クルチャンの三人が分轄したとある。なお、同じ『欽定八旗通志』でも巻176の記載は巻15の記載とは異なり、『清史稿』巻241の記載と同じく、父バイスハのニルを三人で分轄したとしている。

## 世襲
『世祖章皇帝實錄』、『欽定盛京通志』巻74、『欽定八旗通志』巻176はいづれも、イバイの三等男爵は順治15年 (1658) 旧暦10月に第三子フィヤング (篇古＝費揚武＝費揚古) が承襲したとしている。一方で、『八旗滿洲氏族通譜』巻9はスイハダが襲職したとしていて、記述に食い違いがみられる。
『八旗滿洲氏族通譜』によれば、スイハダ歿後、子ジュンハイが加増分を減らした三等アダハ･ハファン (後の輕車都尉) を承襲し、ジュンハイ歿後はその弟マンフが襲職している。
なお、『欽定八旗通志』は上述の通り巻176でフィヤングが襲職したとしつつも、巻15には「其 (＝覺和托ギュホト) 兄阿思哈尼哈番綏哈達スイハダ」「其 (綏哈達スイハダ) 子三等阿達哈哈番兼御史鍾海ジュンハイ」とあり、奇しくも『八旗滿洲氏族通譜』巻9の記述と一致している。
また、『清史稿』巻241はフィヤングが襲職したとしている。

## 脚註

### 典拠
1. 1 2 3 4 5 6 7 8 9 10 11 12 13 14 15 16 17 18 19 20 21 22 23  “大臣傳42”. 欽定八旗通志. 176
2. 1 2 3  “齋谷地方赫舍里氏 (宜拜)”. 八旗滿洲氏族通譜. 9
3. 1 2 3 4 5 6 7 8 9 10  “八旗佐領十五 (第五參領第九佐領 )”. 欽定八旗通志. 15
4. ↑  “天命11年11月9日段754”. 太宗文皇帝實錄. 1. "○察哈爾阿喇克綽忒部落貝勒圖爾濟、率人口百戶、來歸。上諭曰「來歸之人、誠心向化。不以禮迎之、可乎。」命伊拜……攜食物往迎之。"
5. ↑  “列傳28 (伊拜)”. 清史稿. 241
6. ↑  “天聰8年5月11日段1605”. 太宗文皇帝實錄. 18. "○遣……伊拜……往科爾沁國調兵。"
7. ↑  “天聰8年5月23日段1610”. 太宗文皇帝實錄. 18. "○戊申。大軍渡遼河、抵陽石木河、沿河立二十營。往科爾沁國調兵之伊拜還。奏言「科爾沁國・噶爾珠塞特爾、海賴、布顏代、白谷壘、塞布壘等、各率本部落人民、託言『往征北方索倫部落、取貢賦自給。』遂叛去。其土謝圖濟農巴達禮、扎薩克圖･杜稜、額駙・孔果爾、台吉･呉克善等、已率兵往追之矣。」於是、上遣戸部承政・英俄爾岱、舉人敦多惠、還盛京。諭留守和碩貝勒・濟爾哈朗「可令索倫部落來朝頭目・巴爾達齊速還國。恐致噶爾珠塞特爾等、襲取其地。宜詳加訓諭而遣之。」又遣巴克什・希福、及伊拜、往諭科爾沁・土謝圖･濟農等曰「法律所載叛者、必誅。爾科爾沁貝勒、若獲噶爾珠塞特爾等、欲誅則誅之。若不誅而欲以之爲奴者聽。」"
8. ↑  “天聰8年6月26日段1629”. 太宗文皇帝實錄. 19. "○庚辰。命……伊拜往迎科爾沁兵。……"
9. ↑  “ᡨᡠᠸᠠᡧᠠᡵᠠ ᡥᠠᡶᠠᠨ (tuwašara hafan)”. 满汉大辞典. p. 647. "〈官〉云骑尉，原作拖沙喇哈番，顺治八年定拖沙喇哈番为外所千总，系五品世职。"
10. ↑  “ᡤᡡᠰᠠ ᡳ ᡝᠵᡝᠨ (gūsa i ejen)”. 满汉大辞典. p. 319. "〈官〉固山额真 (都统)。清天聪八年定管理固山者为固山额真，顺治十七年定固山额真汉名为都统；雍正元年改固山额真为 gvsa i amban，汉名仍旧；后又改固山昂邦为 gvsa be kadalara amban，秩从一品。"
11. ↑  “天聰9年2月6日段1750”. 太宗文皇帝實錄. 22. "○是日、編審內外喀喇沁蒙古壯丁、共一萬六千九百五十三名、分爲十一旗。……正白旗・布爾哈圖、阿玉石、蘇班、齊古喇海、莽古爾代、塞內克、什魯克等之壯丁。及在內舊喀喇沁壯丁。共八百九十名。合舊蒙古爲一旗。命伊拜爲固山額眞。其下設梅勒章京、甲喇章京、各二員。……"
12. ↑  “崇德1年11月4日段2032”. 太宗文皇帝實錄. 32. "○議往征明國昌平等處王・貝勒・公・固山額真等罪。……固山額真・伊拜、出邊不收後隊。不指示侯痕･巴圖魯・額參、及碩巴哈、汛地。又與松山・杏山敵軍戰時、正藍旗及兩白旗錯亂汛地、容隱不首、本旗一盾未到。應罰銀四百兩。……上從之。"
13. 1 2  “崇德4年4月29日段2494”. 太宗文皇帝實錄. 46. "○以征明失律各官、下部議罪。尋議「……以喇巴希取糧遇敵時、固山額眞・’’’伊拜’’’……等八人俱領所部、不顧而走。應各罰馬一匹。……固山額眞・’’’伊拜’’’、不稟命和碩睿親王、擅執本旗牛彔章京・得爾格爾。又喀喇車里克部落・杜爾麻、與’’’伊拜’’’家人、爭草鬥毆。’’’伊拜’’’偏庇家人、以鳴鏑射杜爾麻、凡十有四。尋、自悔之。遺之一驘、以塞其口。伊拜應罰銀五十兩、再罰馬一匹、給杜爾麻。原驘入官。……」奏入。上……如議。"
14. 1 2 3 4 5 6 7 8 9 10  “國朝人物十 (伊拜)”. 欽定盛京通志. 74
15. ↑  “ᠪᠠᡳᡨᠠᠯᠠᠪᡠᡵᡝ ᡥᠠᡶᠠᠨ (baitalabure hafan)”. 满汉大辞典. p. 388. "〈官〉騎都尉，又作拜他喇布勒哈番。順治八年定拜他喇布勒哈番再一拖沙喇哈番称為外衛指揮僉事，秩正四品，拜他喇布勒哈番称為外衛指揮副僉事，秩従四品。"
16. ↑  “崇德6年8月1日段2834”. 太宗文皇帝實錄. 57. "崇德六年、辛巳、八月、甲辰朔。敘和碩鄭親王濟爾哈朗克取錦州外城從征諸將功。併錄從前勞績、……授……半個牛彔章京・伊拜……爲牛彔章京。……增伊拜敕詞曰「爾伊拜、隨多羅睿郡王、初次圍錦州時、遇杏山敵騎、爾率本旗軍敗之。遇松山馬步兵、亦率本旗軍擊敗之。遇杏山敗騎、又率本旗軍敗之。錦州兵爲我左翼軍所敗、又率本旗軍敗之。隨和碩鄭親王、攻克錦州外城時、竝擊敗其馬步兵。以功、由半個牛彔章京、加半個前程、爲牛彔章京。准再襲一次。」……"
17. 1 2  “崇德6年8月21日段2845”. 太宗文皇帝實錄. 57. "○甲子。敵兵犯我鑲紅旗汛地、我軍擊卻之。師還、敵襲我後、相距百步。上復令轉戰、張黄蓋、率數人往來指揮、布陣。敵望見、悉倉皇遁走。上諭諸將各歸本營。上亦還營。上……命正白旗蒙古固山額眞・伊拜……率兵、往庫魯克達爾漢・阿賴、毛海處、於杏山四面、截擊敵兵之奔入杏山者。不許遠追。如無諭旨、亦不得擅還。……上又計、我軍若於是夜一併遣發、慮敵人後復有遁走者。於是相敵情形、陸續遣發。至黎明、諸將遵奉上命、各赴汛地、邀截敵兵。悉如睿算、掩擊窮追、明兵竄走、彌山遍野。自杏山迤南、沿海至塔山一路、赴海死者、不可勝計。"
18. ↑  “ᠮᡝᡳᡵᡝᠨ ᡳ ᡝᠵᡝᠨ (meiren i ejen)”. 满汉大辞典. "〈官〉梅勒额真，一六一五年编置八旗后，每固山额真下设左右梅勒额真二人以佐之，天聪八年，改梅勒额真以下额真者为章京，管梅勒者为梅勒章京，顺治十七年定梅勒章京汉名为副都统。"
19. ↑  “崇德6年9月12日段2858”. 太宗文皇帝實錄. 57. "○乙酉。……上召集諸王・貝勒・貝子・公・固山額眞等、命……固山額眞……伊拜等、圍守松山。……"
20. ↑  “崇德7年3月26日段2936”. 太宗文皇帝實錄. 59. "○乙未。上遣內祕書院學士・額色黑、往錦州・杏山、諭王・貝勒等曰「……固山額眞……伊拜、駐劄杏山。……仍將滿洲蒙古各旗護軍・騎兵・前鋒兵、分爲兩班、一令來京、一令駐防。……」"
21. ↑  “崇德7年7月17日段2980”. 太宗文皇帝實錄. 61. "○乙酉。部議諸王貝勒大臣圍明錦州徇隱之罪。「……固山貝子・尼堪等、當錦州城內明兵出犯鑲黃旗壕塹、不察明未戰之兵。……其同時徇情附和之……蒙古固山額眞……伊拜……罰銀一百兩。……」奏聞。上以圍困錦州日久、勞苦有功、概從寬免。……諭各固山額眞……等官曰「朕以爾等久勞於外、悉予寬免。毋得仍行怠玩。致干國法。」"
22. ↑  “列傳28 (伊拜)”. 清史稿. 241. "是時軍紀嚴，將士有過，輒論罰"
23. ↑  “崇德8年10月22日段3198”. 世祖章皇帝實錄. 2. "○遣……固山額真・伊拜……率將士更番、駐防錦州。"
24. ↑  “順治1年12月27日段3478”. 世祖章皇帝實錄. 12. "○以招撫山西功、賜……伊拜……三百兩。……"
25. ↑  “順治3年4月1日段3856”. 世祖章皇帝實錄. 25. "○敘山東・山西・陝西・河南、及武昌・慶都・山海・九江等處軍功、陞……牛彔章京・伊拜……爲三等甲喇章京。……"
26. ↑  “順治7年4月20日段4879”. 世祖章皇帝實錄. 48. "○癸卯。賜凱旋……固山額眞・伊拜……銀……三百兩。……"
27. ↑  “順治8年閏2月19日段5070”. 世祖章皇帝實錄. 54. "○正藍旗蒙古固山額眞・伊拜、以年老致仕。"
28. ↑  “ᠠᠰᡥᠠᠨ ᡳ ᡥᠠᡶᠠᠨ (ashan i hafan)”. 满汉大辞典. p. 32. "〈官〉男爵，清初音译作阿斯哈尼哈番。"
29. ↑  “順治9年1月26日段5297”. 世祖章皇帝實錄. 62. "○戊戌。先是、上以譚泰於兩次恩詔、任意濫陞各官、命和碩鄭親・王濟爾哈朗……會議。至是、鄭親王等、將各官優陞品級、分別去留、議上。得旨「……三等阿思哈尼哈番・……伊拜、……伊等優陞官職、著仍留。……」"
30. ↑  “順治9年9月1日段5454”. 世祖章皇帝實錄. 68. "順治九年、壬辰、九月、庚午朔。以……伊拜……爲議政大臣。"
31. ↑  “順治15年5月29日段7127”. 世祖章皇帝實錄. 117. "○遣官、致祭三等阿思哈尼哈番・伊拜。"
32. ↑  “順治15年6月15日段7140”. 世祖章皇帝實錄. 118. "○辛巳。贈故固山額眞、議政大臣・伊拜、太子太保。諡勤直。立碑如例。"
33. ↑  “順治15年12月4日段7275”. 世祖章皇帝實錄. 122. "○予故固山額眞・……太子太保・……三等阿思哈尼哈番・伊拜、立碑如例。"
34. ↑  “齋谷地方赫舍里氏 (宜巴理)”. 八旗滿洲氏族通譜. 9
35. ↑  “順治15年10月12日段7237”. 世祖章皇帝實錄. 121. "○以故三等阿思哈尼哈番・伊拜子・篇古、一等阿達哈哈番。"

### 註釈
1. ↑  参考：『世祖章皇帝實錄』「篇古piāngǔ」、『欽定盛京通志』「費揚武fèiyángwǔ」、『欽定八旗通志』「費揚古fèiyánggǔ」。どれも「fiyanggū」の異なる漢字音写。(英字は拼音。) なお、『八旗滿洲氏族通譜』にはみられない。
2. ↑  参考：『八旗滿洲氏族通譜』巻9にみえる「圖爾特turtei」と同一人物か。
3. ↑  参考：『八旗滿洲氏族通譜』巻9にみえる「遂哈達suihada」と同一人物か。
4. ↑  参考：『八旗滿洲氏族通譜』巻9に見える「忠海junghai」と同一人物か。
5. ↑  参考：『八旗滿洲氏族通譜』では「実の」伯叔、兄弟、甥の場合「親-」の一字がつく (例：親伯、親兄、親姪)。「親-」がつかない場合は、単にそれと同じ世代の人間を表すため、続柄の正確な把握は困難 (例：叔＝叔父世代の血族、弟＝弟世代の血族、姪＝子世代の血族)。ほかにも「族兄」や「族叔」「族姪」という表記もみられるが、こちらも具体的な族柄の把握は困難。『八旗通志』も同じ傾向をもつかは不明。
6. ↑  参考：ニルの由来については『八旗滿洲氏族通譜』が「太祖髙皇帝征葉赫、以其父・拜思哈有功、將宜巴理授爲副將。後、陞内務府總管、議政大臣、班預十六大臣之列。以漢人千餘命約束創設佐領、使統之。卒、分其佐領、令伊次弟・宜拜、第四弟・庫爾禪、各統其半。」とするのに対し、『清史稿』は「父・拜思哈，歸太祖，授牛錄額眞。旗制定，隸滿洲正藍旗。卒，伊拜與其兄・宜巴里、弟・庫爾闡分轄所屬，爲牛錄額眞。」としていて、大きく異なっている。ここではより詳細な『八旗滿洲氏族通譜』に従う。

## 文献

### 史書
- 弘昼, 他『八旗滿洲氏族通譜』巻9「齋谷地方赫舍里氏 (宜拜)」四庫全書, 乾隆9年 (1744) (漢) ＊Harvard Univ. Lib.
  - 満文版：『ᠵᠠᡴᡡᠨ ᡤᡡᠰᠠᡳ ᠮᠠᠨᠵᡠᠰᠠᡳ ᠮᡠᡴᡡᠨ ᡥᠠᠯᠠ ᠪᡝ ᡠᡥᡝᡵᡳ ᡝᠵᡝᡥᡝ ᠪᡳᡨᡥᡝ』
- ジャンギャ氏アグイ『欽定盛京通志 (増補本)』巻74「國朝人物10 (伊拜)」四庫全書, 乾隆49 (1784) (漢) ＊Wikisource
- フチャ氏フルンガ『欽定八旗通志』巻176「大臣傳42 (伊拜)」嘉慶元年 (1796) (漢) ＊Wikisource
- 李恒『國朝耆獻類徵初編』巻266「將帥6」光緒16年 (1890) (漢) ＊明文書局
- 趙爾巽, 他100余名『清史稿』巻241「列傳28 (伊拜)」清史館, 民国17年(1928) (漢) ＊中華書局

### 辞典
- 安双成『满汉大辞典』遼寧民族出版社, 1993 (中文)
- 胡增益 (主編)『新满汉大词典』新疆人民出版社, 1994 (中文)

### Web
- 栗林均「モンゴル諸語と満洲文語の資料検索システム」東北大学

中央研究院歴史語言研究所 (台湾)
- 「明實錄、朝鮮王朝実録、清實錄資料庫」
- 「人名權威 人物傳記資料庫」